# Dactylochelifer mrciaki
Dactylochelifer mrciaki är en spindeldjursart som beskrevs av Krumpál 1984. Dactylochelifer mrciaki ingår i släktet Dactylochelifer och familjen tvåögonklokrypare. Inga underarter finns listade i Catalogue of Life.